# قطعنامه ۱۰۲۶ شورای امنیت
قطعنامه ۱۰۲۶ شورای امنیت سازمان ملل متحد که در تاریخ ۳۰ نوامبر ۱۹۹۵ تصویب شد، سندی بین‌المللی دربارهٔ بوسنی و هرزگوین است. این قطعنامه طی نشست ۳۶۰۱ام با ۱۵ رای موافق، ۰ مخالف و ۰ ممتنع تصویب شد.